# Miquel Vilardell i Tarrés
Miquel Vilardell i Tarrés (Borredà, Berguedà, 20 de juliol de 1946) és un metge català. Catedràtic de Medicina Interna a la Universitat Autònoma de Barcelona (UAB), ha presidit les societats catalana i espanyola de medicina interna i el Col·legi Oficial de Metges de Barcelona. També ha coordinat el conegut com a informe Vilardell sobre la sostenibilitat del sistema sanitari català. El 2015 és president del Consell Assessor per a la Sostenibilitat i el Progrés del Sistema Sanitari (CASOST) del Govern de la Generalitat.

## Biografia
Fill del metge Miquel Vilardell i Picas (1906-1986) i Maria Tarrés Moratonas. Cursà el batxillerat a l'internat de Sant Miquel dels Sants de Vic. El 1969 es llicencià en medicina a la Universitat de Barcelona, on es doctorà el 1979. El 1988 fou nomenat cap del Servei de Medicina Interna (reumatologia i geriatria) a l'Hospital Universitari Vall d'Hebrón i el 1992 catedràtic de medicina interna de la Universitat Autònoma de Barcelona. De 1991 a 1997 fou vicedegà i de 1997 a 2001 degà de la Facultat de Medicina de la UAB.
Des de 2000 és honorary fellow de l'Acadèmia Americana de Medicina i és membre del Consell Català d'Especialitats Mèdiques. El 2004 fou vicepresident de la Comissió Nacional d'Avaluació del Medicament i president de la Societat Catalana de Medicina Interna (1992-1998) i de la Societat Espanyola de Medicina Interna (2003-2003). Des de 1985 també és membre de la Reial Acadèmia de Medicina de Catalunya i des del 2000 és editor de la revista Medicina Clínica.
El 1978 va rebre el Premi Pere Farreras i Valentí atorgat per l'Acadèmia de Ciències Mèdiques de Catalunya i Balears. El 1996 va rebre la Medalla Narcís Monturiol del mèrit científic de la Generalitat de Catalunya per la contribució a l'organització i difusió de la immunologia clínica i de la geriatria i les aportacions a la recerca en el camp de les malalties sistèmiques i autoimmunitàries. En aquest camp ha participat en el programa assistencial Programa Vida als Anys i en la creació de l'associació Ventijol per a ajudar a famílies d'alcohòlics i drogoaddictes de Nou Barris i Sant Andreu del Palomar.
El 2010 fou nomenat president del Col·legi de Metges de Barcelona, del que ja n'era assessor des del 1997. També fou nomenat president del Consell Assessor del Govern de la Generalitat en matèria sanitària per tal d'informar sobre el control de la despesa sanitària, per a la qual va elaborar l'anomenat Informe Vilardell. L'abril de 2011 es va oposar públicament als retalls en despesa sanitària aprovats pel govern català.
El 2015 li fou concedida la Creu de Sant Jordi "en reconeixement al [sic] conjunt del seu treball al sector mèdic, tant en l'aspecte assistencial, com en l'acadèmic i corporatiu".
El desembre del 2015 fou imputat junt a 46 metges més per un suposat cas de suborn i cobrament de comissions en el cas de les pròtesis de l'empresa Traiber de Reus, en el context del macroprocés Innova. L'abril de 2018 es va arxivar la causa donat que l'empresa Traiber no havia arribat a contactar mai amb el Dr.Vilardell